# Okręg wyborczy Knutsford
Okręg wyborczy Knutsford powstał w 1885 r. i wysyłał do brytyjskiej Izby Gmin jednego deputowanego. Okręg położony był w hrabstwie Cheshire. Został zlikwidowany w 1983 r.

## Deputowani do brytyjskiej Izby Gmin z okręgu Knutsford
- 1885–1906: Alan Egerton, Partia Konserwatywna
- 1906–1910: Alfred John King
- 1910–1922: Alan John Sykes, Partia Konserwatywna
- 1922–1945: Ernest Makins, Partia Konserwatywna
- 1945–1970: Walter Bromley-Davenport, Partia Konserwatywna
- 1970–1979: John Davies, Partia Konserwatywna
- 1979–1983: Jock Bruce-Gardyne, Partia Konserwatywna